# Traité de Pasvalys

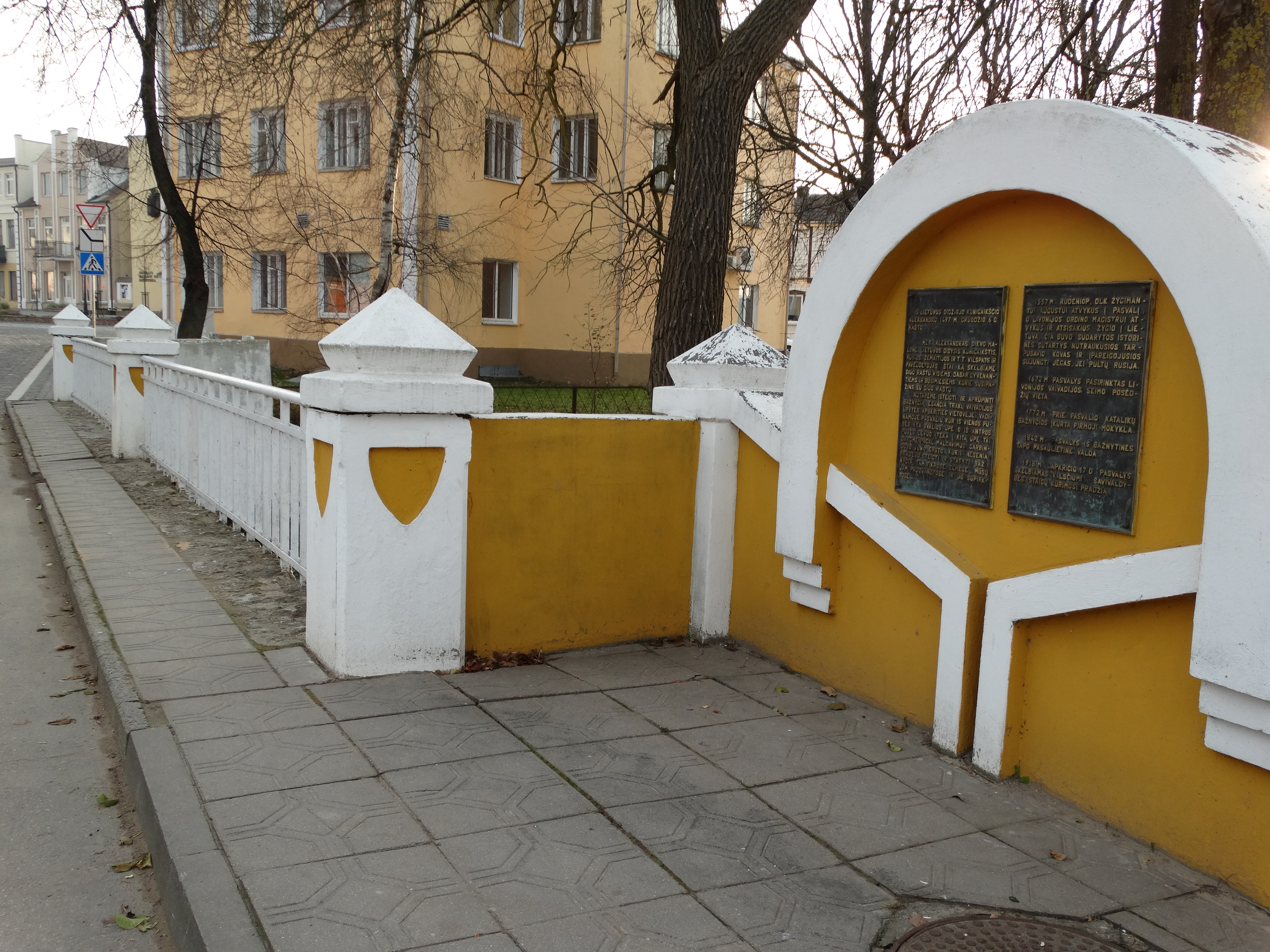
Plaque commémorative du Traité de Pozvol à Pasvalys

Le traité de Pasvalys ou traité de Pozvol est une suite de trois accords conclus les 5 et 14 septembre 1557 dans le village de Pasvalys entre la Confédération livonienne et l'Union polono-lituanienne. Ce traité met la Livonie sous protection polono-lituanienne.

## Contexte
Sigismond II de Pologne, roi de Pologne et grand-duc de Lituanie, est conscient des visées expansionnistes de la Russie. Son expansion en Livonie se traduirait non seulement par le renforcement d'un rival politique, mais aussi par la perte de routes commerciales fructueuses. C'est pourquoi Sigismond soutient son cousin, l'archevêque de Riga Guillaume de Brandebourg-Ansbach, contre Johann Wilhelm von Fürstenberg, le landmeister de l'Ordre de Livonie. Sigismond espère que la Livonie, tout comme le duché de Prusse, deviendrait vassale de la Pologne-Lituanie. Ne disposant pas de partisans forts en Livonie, l'archevêque est très dépendant de soutiens extérieurs. Parmi ses quelques alliés en Livonie, on peut citer le landmarschall Jasper von Munster, avec lequel il planifie en avril 1556 une attaque contre ses opposants qui impliquerait l'aide militaire de Sigismond II et d'Albert. Cependant, Sigismond hésite : sa participation pourrait laisser la voïvodie de Kiev exposée à une attaque russe. Lorsque von Fürstenberg a connaissance de ce plan, il conduit ses troupes dans les terres de l'archevêché de Riga et s'empare des forteresses de Kokenhusen et de Ronneburg en juin 1556. Jasper von Munster s'enfuit en Lituanie, mais l'archevêque et son coadjuteur sont capturés et détenus à Adsel et Treiden.

## Le traité
Albert de Brandebourg, grand maître de l'Ordre Teutonique introduit la Réforme protestante dans l'État monastique des chevaliers teutoniques. Mais l'arrivée du protestantisme va rencontrer une opposition de la part de la Confédération livonienne. Son frère Guillaume de Brandebourg-Ansbach, archevêque de Riga de 1539 à 1561, met en œuvre la Réforme luthérienne. Les Catholiques livoniens se rebellent contre la Réforme religieuse.
Une mission diplomatique est dépêchée pour demander leur libération ; y participent les ducs de Poméranie, le roi du Danemark, l'empereur Ferdinand Ier et les états impériaux. Une conférence est prévue à Lübeck le 1er avril 1557, mais elle est annulée à la suite de querelles entre le roi Sigismond et les émissaires danois. Sigismond II utilise le meurtre de son émissaire Lancki par le fils du landmeister comme prétexte pour envahir le sud de la Livonie avec une armée de 80 000 hommes. Il force les deux partis à se réconcilier à son camp de Pasvalys en septembre 1557. Ils signent le traité de Pasvalys, qui prévoit la création d'une alliance militaire offensive et défensive, évidemment dirigée contre la Russie et qui est à l'origine de l'éclatement de la guerre de Livonie.
Un premier traité est signé le 5 septembre grâce à la médiation du Saint-Empire romain germanique. Guillaume de Brandebourg-Ansbach retrouve son titre d'archevêque, avec sa liberté et tous ses anciens droits confirmés. La Livonie restaure sa relation à la Lituanie, et les deux royaumes ont conclu un pacte de défense. 
Les deux traités suivants sont signés le 14 septembre entre le grand-maître de l'Ordre Teutonique Johann Wilhelm von Fürstenberg et les différentes composantes de l'Ordre Livonien.

## Conséquences
Le traité de Pasvalys a été reçu par le tsar Ivan IV de Russie comme un casus belli qui eut pour conséquence le début de la Guerre de Livonie. Le tsar de Russie qui vient de mettre fin à la Guerre russo-suédoise de 1554-1557 avec le traité de Novgorod de 1557, envahit la Livonie est déclenche ainsi la Guerre de Livonie (1558-1583).